# Pohlia macrocarpa
Pohlia macrocarpa là một loài rêu trong họ Bryaceae. Loài này được Da-cheng Zhang, X.J. Li & Higuchi mô tả khoa học đầu tiên năm 2002.